# ブラボー小松
ブラボー 小松（ぶらぼー こまつ、1960年3月9日 - ）は、日本のギタリスト、声優、プロデューサーである。東京都世田谷区出身。AB型。

## 人物
愛称は「こまっちゃん」「ブラボーさん」。
日本での1980年代以降のロック / ニュー・ウェイヴからアンダーグラウンドまで、幅広く活動している。

## 来歴
1980年頃からFILMSに参加。
1981年から高木完、坂本ミツワとともに「東京ブラボー」を結成し活動する。
以後、久保田慎吾らとのMUSCLE BEAT、朝倉ミツヒロと共にSEX、東京スタイルズ、ボアダムスの山本精一とのGUITOO、KINOCOSMO、AOA、ギミギミギミックス（戸川純）、ヒゴヒロシ率いるイハールコネクト、LIVELOVES等に参加。ピエール瀧のソロプロジェクト「ピエール瀧とベートーベン」ではギターベートーベンとして加わった。
バッキングミュージシャンとしても、電気グルーヴ、ピチカート・ファイヴ、NOKKO、吉川晃司、戸川京子、三波春夫、センチメンタルバスなど数多くの活動も同時にしている。
2007年、映画「転々」（監督:三木聡、主演:オダギリジョー、小泉今日子）では「ギターマン」という役で出演している。
また、主に声優のマネジメントを行っている大沢事務所に所属し、声優やナレーターとしても数多くの活動をしている。CMでのナレーションが多く「カーコンビニ倶楽部」や「三菱・パジェロミニ」など大手企業のCMが多い。

## ギタリストとして
畳一畳分に敷き詰められたギター・エフェクターと積み上げられたラック・エフェクターを駆使して繰り広げられる。独特のスタイルでありながら、幾多様々なサウンドを出す職人的な一面もある。ギターシンセサイザーなども使用することもある。

## 参加作品
- 電気グルーヴ
  - 『UFO』
  - 『KARATEKA』
- NOKKO
  - 『colored』
- ピチカート・ファイヴ
  - 『SWEET PIZZICATO FIVE』
  - 『オーヴァードーズ』
  - 『ロマンティーク96』

### コンピレーションアルバム
- MINT SOUND'S CHRISTMAS ALBUM
  - 「White Christmas」（ブラボー小松 & 戸川京子名義）

### トリビュートアルバム
- トリビュート・トゥ・サンダーバード
  - 「THUNDERBIRDS ARE GO!［BRAVO KOMATSU+MASA version］」

## 楽曲提供
- NOKKO
  - 「METALLIC MOTHER」（編曲、岩崎工と共作）
  - 「DREAM MACHINE」（編曲）
- 本木雅弘
  - 「JIPUNGO ON MY MIND」（編曲、岩崎工と共作）

## ドラマ音楽
- フレネミー 〜どぶねずみの街〜（2013年）

## 出演

### ドラマ
2004年
- 人類滅亡と13のコント集（謎の紳士2）

### 映画
2007年
- 転々（ギターマン）

### ナレーション
- カーコンビニ倶楽部
- 三菱・パジェロミニ